# Laplace no Ma
Laplace no Ma (ラプラスの魔?) è un videogioco di ruolo pubblicato nel 1987 per NEC PC-8801 e NEC PC-9801. Il gioco è stato convertito per MSX, TurboGrafx CD e Super Nintendo Entertainment System.

## Trama
Ambientato nel Massachusetts del 1924, il gioco ruota attorno alla villa Weathertop.